# Czuprynowo
Czuprynowo – wieś w Polsce, położona w województwie podlaskim, w powiecie sokólskim, w gminie Kuźnica.
| SIMC    | Nazwa   | Rodzaj  |
| ------- | ------- | ------- |
| 0033212 | Ułeczki | kolonia |

W latach 1954–1959 wieś należała i była siedzibą władz gromady Czuprynowo, po jej zniesieniu w gromadzie Kuźnica. W latach 1975–1998 wieś administracyjnie należała do województwa białostockiego.
Wierni kościoła rzymskokatolickiego należą do parafii Narodzenia Najświętszej Maryi Panny w Kundzinie lub do parafii Opatrzności Bożej w Kuźnicy Białostockiej.
W miejscowości jest przystanek kolejowy Czuprynowo.